# Louis Vallas
Pour les articles homonymes, voir Vallas.
Louis Vallas, né à Lyon le 8 avril 1854 et mort à Chalou-Moulineux le 6 avril 1932, est un professeur de droit et un poète.

## Biographie
Louis Vallas est licencié ès lettres en avril 1874 à Lyon puis il étudie le droit à Grenoble. Il est docteur de la faculté de droit de Paris en 1878. Il est nommé à l'université de Douai, le 15 mars 1880 pour remplacer Etienne Drumel, qui est député. Agrégé en 1881, il reste à Douai. Il est titularisé sur la chaire de droit civil en 1885 (arrêté du 23 novembre 1885). À partir de 1887, la faculté déménage à Lille. Il est doyen de la faculté de droit de l'université de Lille de 1896 à 1902.
Au début de la première guerre mondiale, Louis Vallas fait partie des professeurs restés à leurs postes. En mauvaise santé, il quitte Lille en 1916 pour rejoindre sa famille dans la zone non occupée. Après la guerre, il revient à Lille et prend sa retraite en 1924. Louis Vallas est l’auteur de nombreuses publications et de rapports pour l'université.
Il est décoré de la légion d'honneur en 1921. Il est président de la Société des sciences, de l'agriculture et des arts de Lille en 1921-1922. Il est également poète amateur et le père de l'écrivain Jean-Louis Vallas.
Son frère Maurice Vallas est professeur de médecine à Lyon.

## Principales publications
- 1878 Les seconds mariages en droit romain et en droit français, thèse pour le doctorat  de la Faculté de droit de Paris  , Paris : N. Blanpain, 247 pages[4]
- 1895 Rapport  sur la situation des établissements d'enseignement supérieur de l'Académie de Lille, impr. de L. Danel, 17 pages[5]
- 1901 Nécrologie de Léon Féder (d), Revue internationale de l'enseignement , numéro 41, pages 561-563[6]
- 1911 In memoriam Auguste Angellier, s. l. n. d. 16 pages[7]
- 1925 L'Émoi de Lille, avec croquis de Simons, Lille : R. Giard et Raoust-Leleu, 193 pages (Lille pendant la guerre 1914-1918, Poèmes en hommage à son fils  Maurice mort au combat)[8]
- 1927 Promenade neurasthénique, Lille : impr. de L. Danel, 4 pages[9]